# Walter Grab
Walter Grab (* 17. Februar 1919 in Wien; † 17. Dezember 2000 in Tel Aviv) war ein israelisch-österreichischer Historiker. In der Fachwelt wurde Grab mit Studien zu den frühen Demokratiebewegungen im Vormärz in Deutschland bekannt. Grab war einer der führenden Jakobinerforscher. Er gründete 1971 das Institut für Deutsche Geschichte an der Universität Tel Aviv und leitete es bis zu seiner Emeritierung 1986.

## Leben
Walter Grab entstammte einer gutbürgerlichen jüdischen Familie. Sein Vater Emil Grab stammte aus Böhmen, seine Mutter Franziska Geller aus Ostgalizien aus der Nähe von Kolomea. Der Vater kam 1908 von Prag aus nach Wien. Dort ließ er sich nieder und produzierte Lederwaren. Grabs Mutter hatte in Wien einen Modesalon geführt. In erster Linie fühlte Grab sich als „Österreicher“ und dann erst als „Jude“. Er besuchte ein humanistisches Gymnasium. Nach dem Abitur im Frühsommer 1937 wollte er deutsche Literaturgeschichte studieren. Doch auf Wunsch der Eltern begann er ein Studium der Rechtswissenschaft. Er absolvierte ein Semester Jura unter anderem bei Heinrich Mitteis an der Universität Wien. Grab demonstrierte gegen den drohenden „Anschluss Österreichs“ an das nationalsozialistische Deutsche Reich. Als Folge des auf den gewaltsamen Einmarsch der Deutschen einsetzenden Terrors gegen die „Juden“ musste Grab sein Jurastudium abbrechen und emigrierte 1938 nach Palästina. Sein Bruder Wilhelm wurde in Auschwitz ermordet. Grab nahm im Herbst 1938 das Studium der Geschichte und Anglistik an der Hebräischen Universität Jerusalem auf. Seine Eltern erhielten erst nach einer hohen Kautionszahlung die Ausweispapiere von den NS-Behörden. Nach ihrer Ankunft in Tel Aviv gründeten sie dort ein kleines Geschäft für Einkaufs- und Badetaschen. Wegen der schwierigen wirtschaftlichen Lage musste er das Studium abbrechen und unterstützte seine Eltern. Er wurde 1942 Mitglied im Tel Aviver „Kreis für fortschrittliche Kultur“. In diesem Kreis hielten unter anderem Arnold Zweig und Paul Landau, die Schauspieler Friedrich Lobe und Hermann Vallentin sowie der Kunsthistoriker Kurt Freyer Vorträge. Dort lernte er 1943 auch seine Frau Alice kennen.
Von 1951 bis 1959 musste er jedes Jahr einen Monat militärischen Reservedienst leisten. Bis 1962 war er Grossist im Geschäft seiner Eltern. Tagsüber war er als Lederhändler tätig und las in den Abendstunden zahlreiche antike Klassiker sowie Werke zeitgenössischer Historiker. 1958 nahm Grab zum dritten Mal das Studium auf. Er studierte an der gerade gegründeten Universität Tel Aviv Geschichte, Anglistik sowie Politische Philosophie. In Weimarer Geschichte unterrichtete ihn der aus Deutschland stammende, linksorientierte Professor Charles Bloch. Dieser hatte bei der Gründung der Universität als Fachmann für neuere Geschichte mitgewirkt. Grab freundete sich mit dem zwei Jahre jüngeren Kollegen an. Im Jahr 1961 bestand Grab dort als Zweiundvierzigjähriger seine Bachelorprüfung in Geschichte und Philosophie. Ein Jahr später erhielt er in Deutschland ein Dissertationsstipendium. Auf Studienreisen in die DDR kam er in Kontakt mit Hedwig Voegt, die 1955 ein Buch über die deutschen Jakobiner veröffentlicht hatte. In der BRD freundete er sich 1963 mit dem linken Politologen Wolfgang Abendroth an. 1965 wurde er in Hamburg bei Fritz Fischer promoviert über Demokratische Strömungen in Hamburg und Schleswig-Holstein 1792–1799. Kurze Zeit nach seiner Promotion besuchte er ein wissenschaftliches Kolloquium über die französischen Jakobiner in Wien und kam dort in Kontakt mit dem linksorientierten Historiker Albert Soboul. Von 1965 bis 1970 war er Dozent für Neuere europäische Geschichte an der Universität Tel Aviv. 1968 wurde er dort Wissenschaftlicher Rat, 1970 außerordentlicher und 1972 ordentlicher Professor. 1971 gründete Grab er mit Unterstützung der Volkswagenstiftung das „Minerva Institut für Deutsche Geschichte“ an der Universität Tel Aviv und war bis zu seiner Emeritierung 1986 dessen Leiter. In enger Kooperation mit bundesdeutschen Universitäten wurden Konferenzen über die deutsche Orientpolitik, über die Juden in der Revolution von 1848 oder in der Weimarer Republik sowie über den jüdischen Beitrag zur deutschen Arbeiterbewegung durchgeführt. Ab 1971 gab er das Tel Aviver Jahrbuch für deutsche Geschichte heraus. 1977/1978 und 1984/1985 hatte er Gastprofessuren in Duisburg und Hamburg. 1980 verweigerte Grab die Annahme des Bundesverdienstkreuzes erster Klasse, da am selben Tag das ehemalige Mitglied der Waffen-SS Hans Wissebach mit der gleichen Auszeichnung geehrt werden sollte. Die Universität Duisburg verlieh ihm 1985 den Ehrendoktortitel, 1994 erhielt er die Ehrenmedaille der Bundeshauptstadt Wien in Gold.
Das Verhältnis zu seiner neuen Heimat Israel blieb ein Leben lang distanziert. Grab gefielen weder die Sprache noch die Kultur noch die israelische Politik. Er hatte sich 1942 der Kommunistischen Partei Palästinas angeschlossen, der auch seine Frau angehörte. Die Ablehnung des Zionismus und die Solidarität mit der Sowjetunion im Krieg gegen Adolf Hitler waren für diesen Schritt entscheidend. Grab war Befürworter eines jüdischen Staates. Er wollte jedoch eine völlige Gleichberechtigung mit der arabischen Bevölkerung und außenpolitische Orientierung an die Sowjetunion. Von 1967 bis 1973 war er im Vorstand der Bewegung für Frieden und Sicherheit, die gegen weitere Annexionen nichtjüdischer Gebiete und für die Gleichberechtigung der Palästinenser eintrat. Grab war nach der Bombardierung Beiruts im Mai 1983 Teilnehmer an mehreren Demonstrationen gegen Menachem Begin und Ariel Sharon, aus denen dann die Bewegung „Frieden jetzt“ in Israel entstand. Er war am 8. August 1984, dem Hiroshima-Tag, in den USA Teilnehmer an den Protestaktionen der Atombombengegner.
Im Jahr 1999 erschien Grabs Autobiographie Meine vier Leben. Gedächtniskünstler, Emigrant, Jakobinerforscher, Demokrat. Anlässlich seines 100. Geburtstages fand im Februar 2019 in Hamburg ein interdisziplinäres Kolloquium statt. Die Tagung befasste sich mit seinen Arbeiten und mit der Frage nach der Zukunft der Demokratie in Europa.
Die Journalistin, Moderatorin und Autorin Shelly Kupferberg ist eine Enkelin von Walter Grab.

## Forschungsschwerpunkte
Seine Forschungsschwerpunkte waren die Erforschung demokratischer Strömungen in Deutschland von der Französischen Revolution bis zur Revolution von 1848/49. Grab begründete gegenüber Fischer sein Forschungsinteresse zu den jakobinischen Revolutionären in Deutschland damit, dass er herausfinden wollte, „weshalb sich das deutsche Volk im Gegensatz zum französischen nicht aus eigener Kraft von der ständischen Privilegienordnung befreit habe und warum die demokratischen Ideen von der politischen Gleichheit aller Menschen unterlegen seien“. Er wollte die Vorkämpfer des politischen Fortschritts, die unverdienter Weise in Vergessenheit gefallen sind, wieder in Erinnerung bringen. Aus seiner Beschäftigung mit den Jakobinern resultierten die Arbeiten Norddeutsche Jakobiner (1967) sowie Leben und Werke norddeutscher Jakobiner (1973), die Quellensammlung Freyheit oder Mordt und Todt. Revolutionsaufrufe deutscher Jakobiner (1979) und 1984 die über sechshundert Seiten umfassende Darstellung Ein Volk muß seine Freiheit selbst erobern. Zur Geschichte des deutschen Jakobinismus. Seine Darstellung Die Französische Revolution. Aufbruch zur Demokratie erschien 1989 zum 200. Jubiläum in fünf Sprachen. Bei der politischen Strömung des deutschen Jakobinismus sah er „drei ineinander übergehende, jedoch durch sozialen Standort, Kampfmethoden und Adressaten unterschiedene Bewegungen im deutschsprachigen Raum, der trotz seiner politischen und konfessionellen Zerrissenheit eine soziokulturelle Einheit bildete“. Als „entscheidendes Kriterium“ des deutschen Jakobinismus sah er „die Erkenntnis, daß der Sturz des Privilegiensystems notwendig sei und nur durch den Sieg der Revolution in Frankreich und durch gemeinsame Aktionen aller antifeudalen Bevölkerungsklassen in Deutschland herbeigeführt werden könne“.
Weitere Schwerpunkte seiner Arbeit waren Heinrich Heine als politischer Dichter sowie Probleme deutsch-jüdischer Emanzipationsgeschichte. Im Jahr 1982 veröffentlichte er eine Studie zu Heine. Das Ziel der Arbeit war es, die gesellschaftlichen und politischen Konzeptionen anhand seines philosophischen Lernprozesses und seiner eigenen historischen Erfahrung zu untersuchen und die Funktionen zu analysieren, die er Staatsmännern, Parteiführern, der demokratischen Intelligenz und den Volksmassen zu gewiesen hat, um der erhofften gesellschaftlichen Umwälzung zum Erfolg zu verhelfen. Ausführlich befasste er sich in dieser Darstellung mit der Interpretation der Gedichte aus den 40er Jahren. Im Jahr 1992 erschien das Werk in einer gründlich überarbeiteten und erheblich erweiterten Ausgabe. Er verfasste mehrere Aufsätze über revolutionäre Demokraten wie Harro Harring, Eulogius Schneider, Friedrich von der Trenck und Andreas Riedel. Er war befreundet mit Wolf Biermann. Biermann zog in seiner Rede bei der Eröffnung des internationalen Heinrich Heine-Kongresses anlässlich des 200. Geburtstags des Dichters eine direkte Verbindung zwischen Heine und den Verbrechen des Kommunismus. Dies führte zum Bruch zwischen Grab und Biermann.  Weitere Arbeiten befassten sich mit Georg Büchner, Arnold Zweig, der Theaterpraxis und politischen Lyrik im frühen 19. Jahrhundert, der Rezeption Goethes und der Publizistik des 20. Jahrhunderts.
Nach seiner Emeritierung setzte er in Ost- und Westdeutschland, in Frankreich oder den USA seine Vortragstätigkeit über die verschiedenen demokratisch-revolutionären Bewegungen in der europäischen Geschichte des 18. und 19. Jahrhunderts fort. In Hamburg hielt er auf der großen Internationalen Tagung über die Auswirkung dieser Revolution auf Deutschland einen Vortrag über Die norddeutschen Jakobiner als Erben Lessings. Er vertrat den Standpunkt, dass auch Lessing, wenn er länger gelebt hätte, die Gewaltmaßnahmen der französischen Jakobiner befürwortet hätte. Mit Julius H. Schoeps war er 1986 Herausgeber eines Sammelbandes. Die Beiträge befassen sich mit jüdischen Persönlichkeiten der Weimarer Republik und gehen zurück auf ein internationales Symposium veranstaltet vom Forschungsschwerpunkt „Religion und Geschichte des Judentums“ der Universität Duisburg und dem Institut für Deutsche Geschichte der Universität Tel Aviv.

## Schriften (Auswahl)
Ein Schriftenverzeichnis aller Werke Grabs bis zu seinem 60. Geburtstag findet sich in: Julius H. Schoeps, Imanuel Geiss, Ludger Heid (Hrsg.): Revolution und Demokratie in Geschichte und Literatur. Zum 60. Geburtstag von Walter Grab (= Duisburger Hochschulbeiträge. Bd. 12). Braun, Duisburg 1979, ISBN 3-87096-149-X, S. 397–406.
Autobiographie
- Meine vier Leben. Gedächtniskünstler – Emigrant – Jakobinerforscher – Demokrat. PapyRossa-Verlag, Köln 1999, ISBN 3-89438-167-1.
- Walter Grab: „Ich habe einen falschen Beruf, lebe in einem falschen Land“ – oder: Plädoyer für ein selbstbestimmtes Leben in Freiheit. In: Julius H. Schoeps: Begegnungen. Menschen, die meinen Lebensweg kreuzten. Jüdischer Verlag, Berlin 2016, ISBN 978-3-633-54278-9, S. 337–355.

Monographien
- Demokratische Strömungen in Hamburg und Schleswig-Holstein zur Zeit der Ersten französischen Republik (= Veröffentlichungen des Vereins für Hamburgische Geschichte. Bd. 21, ISSN 0931-0231). Christians, Hamburg 1966 (Zugleich: Hamburg, Universität, Dissertation, vom 20. Oktober 1966).
- Norddeutsche Jakobiner. Demokratische Bestrebungen zur Zeit der Französischen Revolution (= Hamburger Studien zur neueren Geschichte. Bd. 8, ZDB-ID 505204-x). Europäische Verlags-Anstalt, Frankfurt am Main 1967.
- mit Uwe Friesel: Noch ist Deutschland nicht verloren. Eine historisch-politische Analyse unterdrückter Lyrik von der Französischen Revolution bis zur Reichsgründung. Hanser, München 1970 (Ungekürzte, überarbeitete Auflage. ebenda 1980, ISBN 3-87628-168-7).
- Eroberung oder Befreiung? Deutsche Jakobiner und die Franzosenherrschaft im Rheinland 1792 bis 1799. In: Archiv für Sozialgeschichte. Bd. 10, 1970, ISSN 0066-6505, S. 7–94, (online; auch als: (= Schriften aus dem Karl-Marx-Haus. Heft 4). Karl-Marx-Haus, Trier 1971).
- Leben und Werke norddeutscher Jakobiner (= Deutsche revolutionäre Demokraten. Bd. 5). Metzler, Stuttgart 1973, ISBN 3-476-00240-3.
- Heinrich Heine als politischer Dichter. Quelle und Meyer, Heidelberg 1982, ISBN 3-494-01098-6 (Gründlich überarbeitete und erheblich erweiterte Ausgabe: Büchergilde Gutenberg, Frankfurt am Main 1992, ISBN 3-7632-4016-0).
- Ein Volk muss seine Freiheit selbst erobern. Zur Geschichte der deutschen Jakobiner. Olten, Wien 1984, (Büchergilde Gutenberg, Frankfurt am Main u. a. 1985, ISBN 3-7632-2965-5).
- Georg Büchner und die Revolution von 1848. Der Büchner-Essay von Wilhelm Schulz aus dem Jahr 1851. Text und Kommentar (= Büchner-Studien. Bd. 1). Athenäum-Verlag, Königstein 1985, ISBN 3-7610-8310-6.
- Dr. Wilhelm Schulz aus Darmstadt. Weggefährte von Georg Büchner und Inspirator von Karl Marx. Büchergilde Gutenberg, Frankfurt am Main u. a. 1987, ISBN 3-7632-3322-9.
- Der deutsche Weg der Judenemanzipation. 1789–1938 (= Piper. Bd. 1008). Piper, München u. a. 1991, ISBN 3-492-11008-8.
- Zwei Seiten einer Medaille. Demokratische Revolution und Judenemanzipation. PapyRossa-Verlag, Köln 2000, ISBN 3-89438-209-0.

Herausgeberschaften
- Die Französische Revolution. Eine Dokumentation. 68 Quellentexte und eine Zeittafel (= Nymphenburger Texte zur Wissenschaft. Bd. 14). Nymphenburger Verlagshandlung, München 1973, ISBN 3-485-03214-X (Auch: (= Bastei-Lübbe-Taschenbuch. 64085). Lübbe, Bergisch Gladbach 1989, ISBN 3-404-64085-3).
- mit Julius H. Schoeps: Juden in der Weimarer Republik. (= Tel Aviver Jahrbuch für deutsche Geschichte. Beiheft 9). Tel-Aviv 1986, Parallelausgabe: Burg Verlag, Sachsenheim 1986, ISBN 978-3-922801-94-8. Eine leicht gekürzte Neuausgabe erschien bei Primus, Darmstadt 1998.